# The Julie Ruin
The Julie Ruin és una formació musical americana formada el 2010 a la ciutat de Nova York. La formació assaja a Greenpoint, Brooklyn, i grava a Oscilloscope. Els membres de formació inclouen Carmin Covelli, Sarah Landeau, Kathleen Hanna, Kathi Wilcox i Kenny Mellman. Al desembre 2010, The Julie Ruin preestrena una actuació a la Knitting Factory de Brooklyn. El 2012, The Julie Ruin va fer la cançó "Girls Like Us", feta per l'artista queercore Davis Vaginal, com a descàrrega lliure dins d'una sèrie inspirada en el llibre Aventures d'Home Real per T. Cooper. El primer àlbum de la banda, Run Fast, es va gravar el 3 de setembre de 2013 per Dischord Records. La primera pista, "Oh Come On", es va realitzar al juny d'aquell any.
La història de la banda té els seus inicis en el disc del mateix nom que va Kathleen Hanna després de deixar Bikini Kill.